# ピーター・ヴィーチ

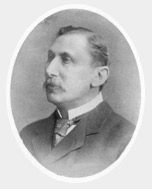
ピーター・ヴィーチ

ピーター・ヴィーチ（Peter Christian Massyn Veitch、1850年2月 – 1929年）はイギリスの園芸商、ヴィーチ商会を運営したビーチ家の一族で、南太平洋、東南アジアで植物採取を行った後、エクセターで園芸ビジネスに従事した。

## 生涯
南アフリカの喜望峰で生まれた。父親は南アフリカで農業をしていたが、イギリスに戻り、園芸ビジネスに加わったロバート・ヴィーチである。ピーター・ビーチも叔父のジェームズ・ヴィーチの経営するビーチ商会のロンドン支社に1867年に雇われ、樹木部門の栽培係を務めた後、チェルシーの「新植物」部門に配属され、1869年までその職にあった。ドイツの育種施設やフランスの種子店で6ヶ月働いた後、チェルシーに戻った。
いとこのハリー・ヴィーチの経営するJames Veitch & Sons によってオーストラリアの顧客の訪問営業と、オーストラリアの園芸植物をイギリスに送る目的でオーストラリアに派遣され、1875年にイギリスを出発し、シドニーに渡った。その後、フィジーなどの島で植物を採集するが、最初の植物をイギリスに送る船は嵐にあい、植物は失われるが、1877年までに南洋の島の植物はイギリスに届けられた。オーストラリアの各地の入植地を訪れ、Blechnum discolorなどの珍しいシダをイギリスに送った。
1877年の初め、ニュージーランドを訪れ、クック山も訪れ、キンポウゲ科のRanunculus lyalliの種を採取し、チェルシーに送り、イギリスでの栽培に成功した。その他にもキク科のセルミシア（Celmisia）やゴマノハグサ科のヴェロニカなどニュージーランドの種をヨーロッパにもたらした。
1877年にニューギニアにニューギニアでの採集を行うが船が難破し再び、ニューギニアの採取の成果は失われた。
1877年から1878年に、フレデリック・ウィリアム・バービッジとともにボルネオのキナバル山域を探査し、珍奇な食虫植物などを採取した。その中には、1858年に植民地監督官で博物学者のヒュー・ローが発見した蘭、パフィオペディラム・ダイアナム （Paphiopedilum dayanum）も含まれた。多くのボルネオの採取品とともにバービッジとイギリスに帰国した。
1880年から、エクセターの支社Robert Veitch & Sonsを運営する父親のもとで、ヨーロッパ各地で得た経験を生かして働き、栽培園は樹木の栽培で評価を高めた。父親の没後、1885年にエクセター栽培園の園長となった。王立デヴォンエクセター病院の理事などの公的な職務も勤めた。
1907年にモクレン属のMagnolia campbelliiとMagnolia denudataの交配に成功し交配種、Magnolia x veitchiiをつくった。これは後に園芸名「ピーターヴィーチ」が与えられた。
1917年にイギリスの王立園芸協会 (RHS) からヴィクトリア名誉メダルを受賞した。ピーター・ヴィーチの没後、エクセターの支社の経営は娘のアンナ・ミルドレッドが引き継いだ。